# アパリシオ・ゴンサレス
アパリシオ・ゴンサレス（Aparicio Gonzalez、1941年2月11日 - ）は、パラグアイのアルピスタ（アルパ奏者）、ギタリスト、作曲家。「アルパの父」といわれるフェリックス・ペレス・カルドーソから連綿と続いてきた伝統アルパ奏法を受け継ぐ最後の巨匠とされ、現役アルピスタ中、最も高い評価を受けている一人である。日本でのカナ表記は、アパリシオ・ゴンサーレス、アパリシオ・ゴンザレスなどとも書かれる。

## 略歴
南米パラグアイのサプカイ村で生まれる。アルピスタであった父の影響で、6歳からアルパを始める。20代の頃からソリストとして、パラグアイ本国をはじめ、アルゼンチン、ブラジル、チリ、ウルグアイ、ベネズエラ、メキシコ、スペイン、フランス、オランダ、ドイツで世界的な音楽祭に出演し、CDも多数リリースしている。

## 技量と評価
アルパ演奏の他、ギター演奏や作曲も手がける。演奏曲目はパラグアイの民族音楽を中心に、ラテンアメリカの音楽、ボレロ、バラードなど幅広い。アルパの演奏は楽譜を用いず指の動きを師弟の間に伝承していくのが基本であるが、体得しているパラグアイ伝統曲のレパートリー数でアパリシオの右に出る者はいないと言われる。
アルパの腕前は本場パラグアイでも卓越しており、いつしか、“アルパの神様”と呼ばれて尊敬を集めるようになった。
日本とも少なからず関係があり、日本の童謡に着想を得た自作曲を作ったり、パラグアイで多くの日本人留学生を指導してきた。第一線で活躍する日本人アルパ奏者のほとんどが留学先でアパリシオに師事している。